# Andrés F. Córdova
Andrés Fernández de Córdova Nieto (Cañar, 8 de mayo de 1892 - Quito, 3 de octubre de 1983), más conocido como Andrés F. Córdova, fue un jurista y político, Encargado del Poder Ejecutivo de la República del Ecuador entre 1939 y 1940.

## Biografía
Andrés F. Córdova (1892-1983) nació en la ciudad de Cañar. Fue hijo de Andrés Fernández de Córdova y Cobos, abogado cuencano, y de Javiera Nieto y Serrano. Quedó huérfano de padre a los dos años y siete meses de edad. A los 10 se trasladó a Cuenca, donde prosiguió sus estudios. Fue primo del también presidente Gonzalo Córdova.
Jurista eminente, sobre todo en lo penal y constitucional, político sagaz, casuista y componedor, recibió el don de conversar, disfrutar de la vida y ser un catedrático universitario muy ameno. Ocupó con brillo la escala del servicio público desde portero-amanuense a presidente encargado y a triunfador (probable) en las elecciones presidenciales de 1968. Aunque siguió militando en el liberalismo hasta su muerte, sus ideas cuadraban cada vez más con la socialdemocracia, en cuyo parto estuvo también presente.[cita requerida]
Al asumir el poder encontró que la economía fiscal estaba casi en bancarrota y que el Estado apenas podía pagar los sueldos.
Fue ministro de Obras Públicas en 1931, durante el gobierno del Crnel. Luis Larrea Alba, encargado del Poder de la República del Ecuador, del 10 de diciembre de 1939 al 10 de agosto de 1940, presidente del Congreso Nacional, ministro de Gobierno en 1951, en el gobierno de Galo Plaza Lasso. En 1967 fue diputado a la Asamblea Nacional Constituyente por la provincia de Pichincha. Falleció en Quito el 3 de octubre de 1983.Se encuentra enterrado en el Panteón nacional de jefes de Estado.

## Encargo del Poder Ejecutivo
Se hizo cargo del Mando tras la renuncia de Arroyo del Río. Le correspondía esa sucesión como nuevo presidente del Senado. Córdova gobernó ocho meses completos en los cuales presidió las elecciones y ejerció el Poder como si hubiera nacido para gobernar. Le sobraba genio político y trabajaba con un gusto contagioso. Córdova cuidó las finanzas nacionales. Cuando asumió el Poder, había un sobregiro de cinco millones y medio de sucres al Banco Central, transferencias que debían ser pagadas en la dirección del Tesoro y en la Contraloría de la Nación, pagos atrasados a la burocracia, a los municipios y a las juntas de Asistencia Pública y obligaciones no cumplidas. Priorizó los gastos y los restringió, controló los ingresos al Tesoro, recaudó un 30 por ciento más que en 1939 gracias a una asesoría técnica de los Estados Unidos, y dejó al 31 de julio de 1940 un presupuesto balanceado con un saldo a favor de casi tres millones de sucres. Provisto de facultades extraordinarias, controló las importaciones e intervino en los cambios: bajó el precio del dólar de 22.5 a 18 sucres.

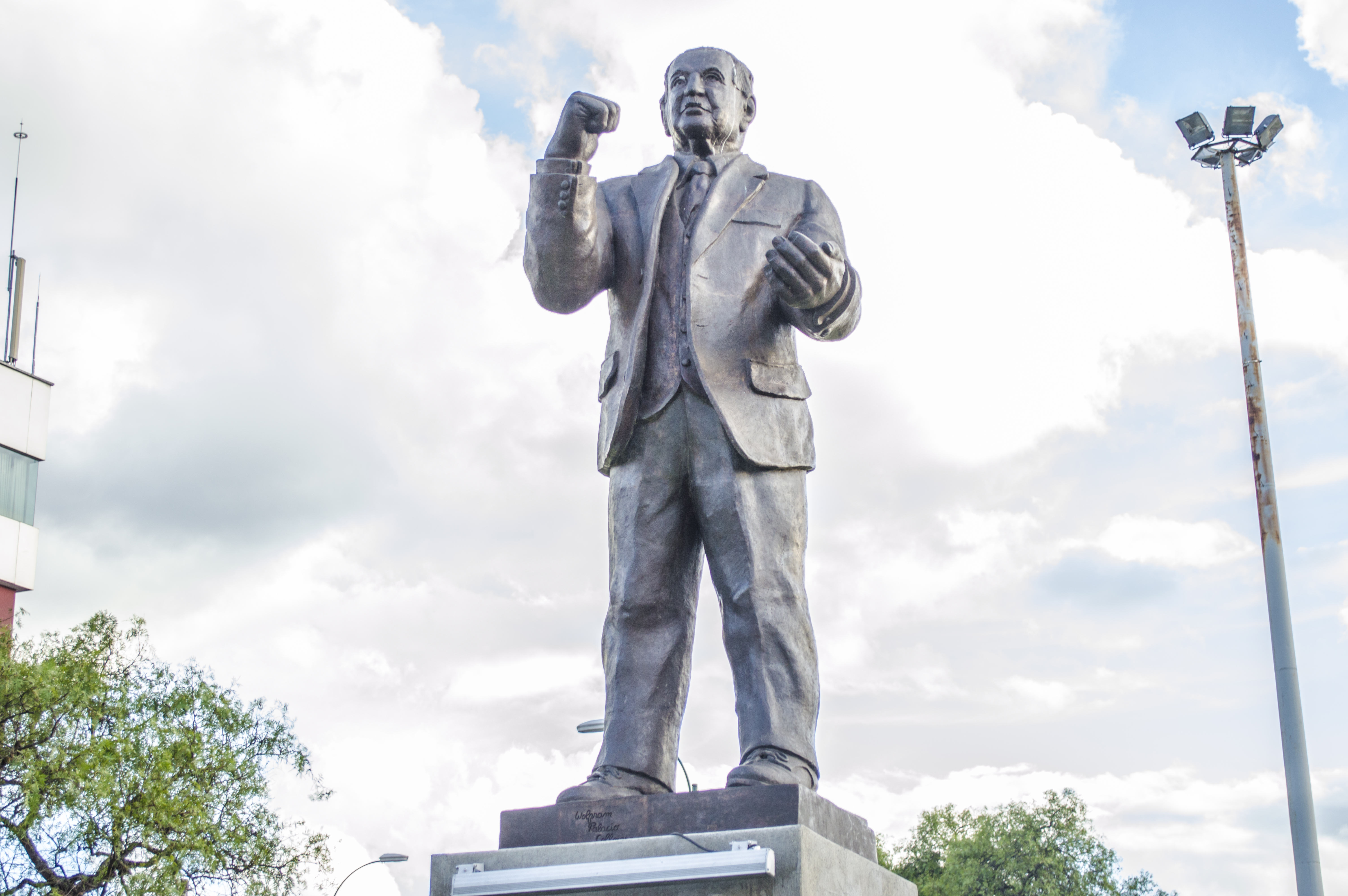
Estatua de Andrés F. Córdova ubicada en la Av. Fray Vicente Solano de la ciudad de Cuenca, Ecuador.

A los pocos días, el juego del mercado fijaba el dólar en 16.7 sucres. En su mensaje final al Congreso planteó reformar el presupuesto, restringir la burocracia, aumentar la obra pública y dar al Estado una función reguladora más intensa. Pero también descentralizar la administración privilegiando la obra y el presupuesto de los municipios y prestar una atención preferente a Quito como capital de los ecuatorianos. Tendió a un Ejecutivo más fuerte y a un control más cuidadoso del orden público por lo que ayudó a la formación y equipamiento de los carabineros (policías). Las elecciones tuvieron lugar el 10 y 11 de enero de 1940. Triunfó Arroyo del Río con 40.834 votos. Velasco Ibarra, candidato de los independientes, los estudiantes y un sector del socialismo, obtuvo 19.829 votos y Jacinto Jijón y Caamaño, candidato conservador, 15.160. Los votos invalidados fueron 6.238. Velasco Ibarra triunfó en Imbabura, Pichincha y Tungurahua. Arroyo ganó decisivamente en la Costa: Guayas le dio 10.774 votos y sólo 4.124 a Velasco; Manabí, 9.222 y a Velasco apenas 1.318. Los velasquistas protestaron en las calles aduciendo que los resultados no correspondían a lo que ellos habían experimentado durante la campaña. Velasco Ibarra y la naciente estrella política, Carlos Guevara Moreno, acudieron a la Base Aérea Simón Bolívar, en el Guayas, para apoyar un golpe de Estado.
"En respuesta", dice Agustín Cueva, sociólogo marxista, "el Gobierno hizo brutales demostraciones de fuerza, que dejaron incontables heridos en la ciudad de Guayaquil"; pero no da cifras. "Los oficiales y tropas... que estaban bajo mi comando no han hecho otra cosa que censurar el fraude electoral", declararía ante la Justicia Militar el capitán de Aviación Galo Almeida Urrutia al explicar el frustrado levantamiento del 11 de enero de 1940 en favor de Velasco Ibarra. Acusado de fraude, Córdova esperó la reunión del Congreso de 1940 para renunciar el Mando luego de rechazar esa acusación y reintegrarse al Congreso para defenderse.
El Congreso encargó el Poder al presidente del Senado, Julio E. Moreno (1879-1952), estadista liberal y hondo filósofo de la vida y de la sociedad. Moreno, concluido su mandato de 20 días, traspasó el Poder al presidente electo, Carlos A. Arroyo del Río. 

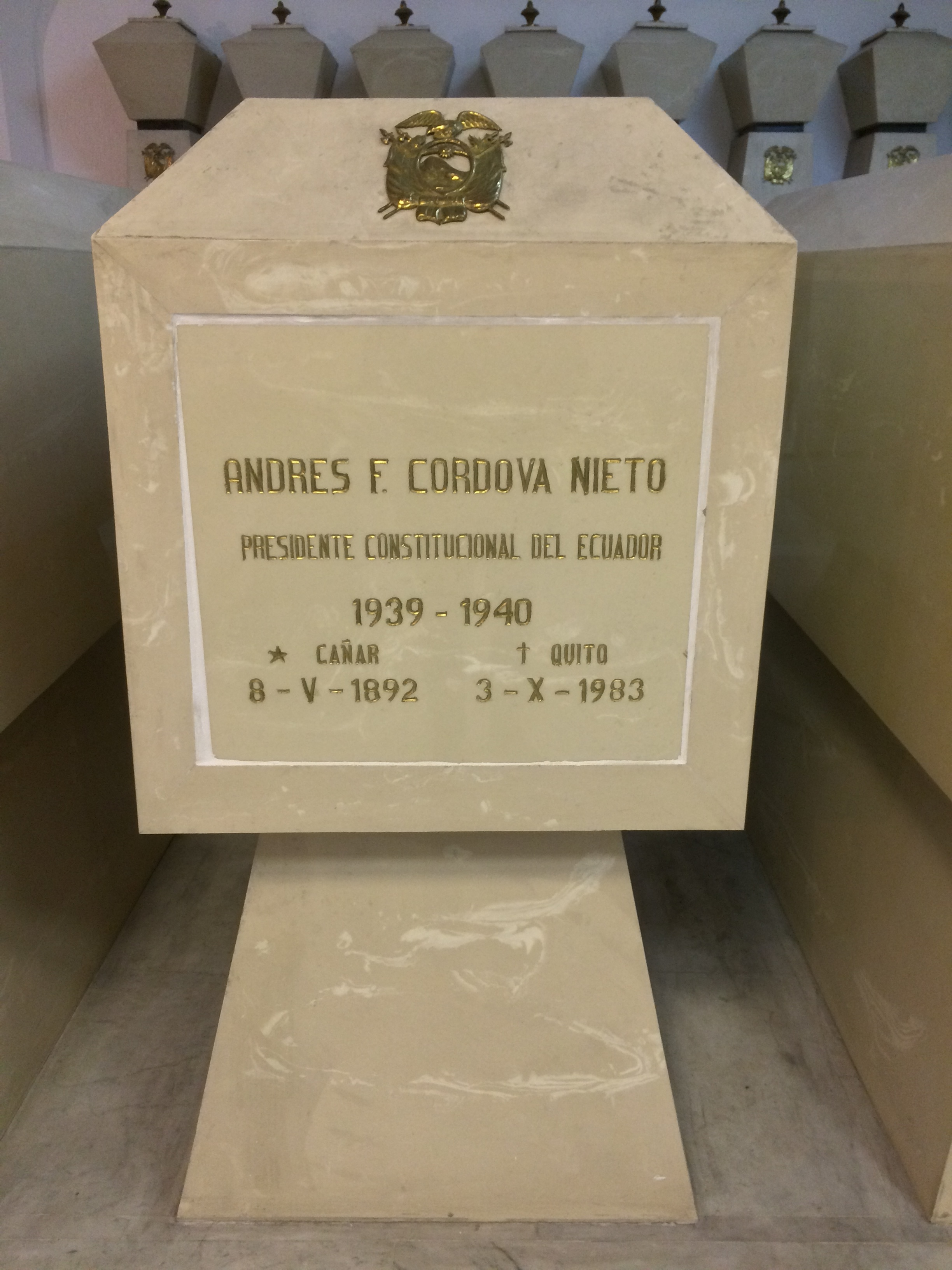
Tumba de Andrés F. Córdova en el Panteón nacional de jefes de Estado del Ecuador.

El historiador Alfredo Pareja Díez-Canseco dice que "probablemente el temor a la aventura golpista y el apoyo oficial electoral dieron el triunfo a Arroyo del Río... (pues) se cree que ganó Velasco Ibarra". Rafael Arízaga Vega, biógrafo, ministro y canciller de Velasco Ibarra, afirma que Córdova fue "simplemente el ejecutor de un plan muy bien meditado por el usufructuario de tal situación, como él mismo tuvo que confesarlo paladinamente en la Asamblea de 1967 al declarar que fue Arroyo el autor de todo el plan fraudulento". 
Pero en su libro de memorias "Mis primeros noventa años" (1982), Córdova reitera la detallada defensa de la limpieza de esas elecciones hecha ante el Congreso de 1940 y concluye que "sólo las elecciones en las que triunfó el señor Bonifaz y aquellas en las que triunfó por primera vez el doctor José María Velasco Ibarra (habían sido) tan puras y efectivas como las de 1940, digan lo que digan los difamadores".

### Ministros de Estado
Anexo:Gabinete  de Andrés F. Córdova
| Predecesor: Carlos Arroyo del Río (e) | Encargado del Poder Ejecutivo de la República del Ecuador 11 de diciembre de 1939 - 10 de agosto de 1940 | Sucesor: Julio Enrique Moreno (e) |